# Žuta imela
Žuta imela (ljepak, lijepak, lat. Loranthus), biljni rod iz porodice ljepkovki (Loranthaceae), dio reda santalolike. Šest je priznatih vrsta koje rastu po Europi, Kini, Koreji i Japanu.

## Vrste
1. Loranthus europaeus Jacq.
2. Loranthus grewingkii Boiss. & Buhse
3. Loranthus guizhouensis H.S.Kiu
4. Loranthus kaoi (J.M.Chao) H.S.Kiu
5. Loranthus pseudo-odoratus Lingelsh.
6. Loranthus tanakae Franch. & Sav.